# Hallův jev

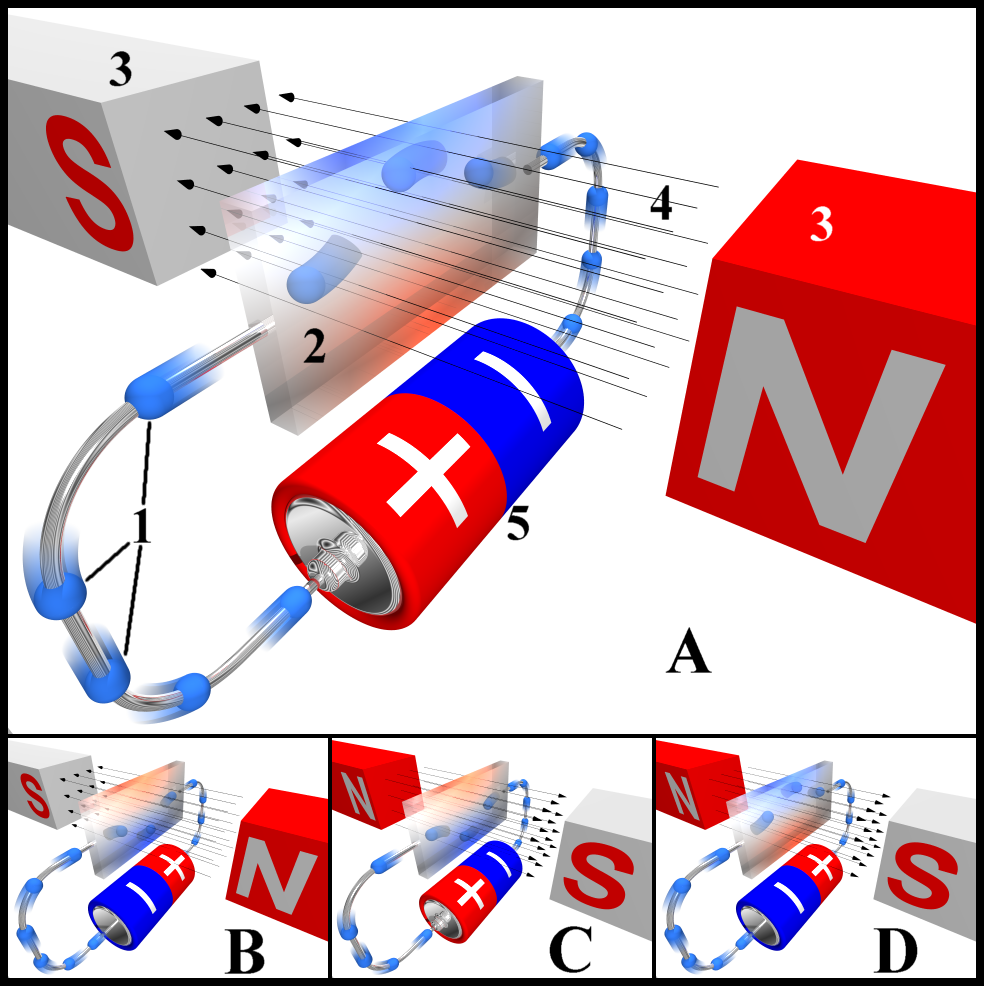
Schema Hallova jevu:
Legenda:
1. Elektrony (směr proudu opačný)
2. Polovodič
3. Magnety
4. Magnetické pole
5. Zdroj napětí
Popis:
Na obrázku „A“ dostává polovodič náboj negativní (modrá barva) a kladný (červená barva). Na obrázcích „B“ a „C“ se elektrický proud obrací, což způsobuje změnu polarizace. Změna proudu i magnetického pole opět vytvoří záporný náboj v horní části polovodiče (obrázek „D“).

Hallův jev je proces generace Hallova elektrického pole v polovodiči (existuje i v kovech, ale vzhledem k vysoké koncentraci vodivostních elektronů se téměř neuplatňuje) za současného působení vnějšího elektrického i magnetického pole. Důsledkem toho se hromadí elektrický náboj na jedné straně tělesa záporný a na druhé straně tělesa kladný. Díky tomu, že póly mají různý potenciál, vzniká Hallovo elektrické napětí. Látkou tak protéká elektrický proud.
Jev byl objeven Edwinem Hallem v roce 1879.

## Hallův jev
Působením Lorentzovy síly {\displaystyle F_{y}=qv_{x}B_{z}} jsou nosiče náboje {\displaystyle q} vychylovány na jeden pól tělesa. Hallovo pole vyvolá opačnou sílu k Lorentzově síle {\displaystyle F_{y}=qE_{H}}. Při vložení vodivé destičky tloušťky {\displaystyle d}, kterou protéká řídící elektrický proud {\displaystyle I} o hustotě {\displaystyle j_{x}=qv_{x}} do magnetického pole s indukcí {\displaystyle B_{z}}, kolmou na směr proudu, pak ve třetím směru, kolmém na směr proudu a zároveň na směr magnetického pole bude potenciálový rozdíl {\displaystyle U_{H}}. Následkem Hallova jevu vzniká Hallovo napětí:
{\displaystyle U_{H}=R_{H}F_{y}=R_{H}j_{x}B_{z}=R_{H}{\frac {IB_{z}}{d}}}.
Součinitel {\displaystyle R_{H}} nazývaný Hallova konstanta má rozměr {\displaystyle m^{3}C^{-1}}. Umožňuje stanovit typ vodivosti polovodiče (za předpokladu, že je známa orientace elektrického pole a magnetického pole v tělese) a dá se vyjádřit jako:
{\displaystyle R_{H}=\pm A_{H}{\frac {1}{ne}}}.
Pro polovodič typu N je znaménko záporné, kdežto pro polovodič typu P je kladné, {\displaystyle n} je objemová hustota nosiče náboje a {\displaystyle A_{H}} je rozptylový faktor. Jeho hodnota se pohybuje mezi 1 (hodnota kovů) a 2 (pro slabě dotované polovodiče je asi 1,17).

## Kvantový Hallův jev

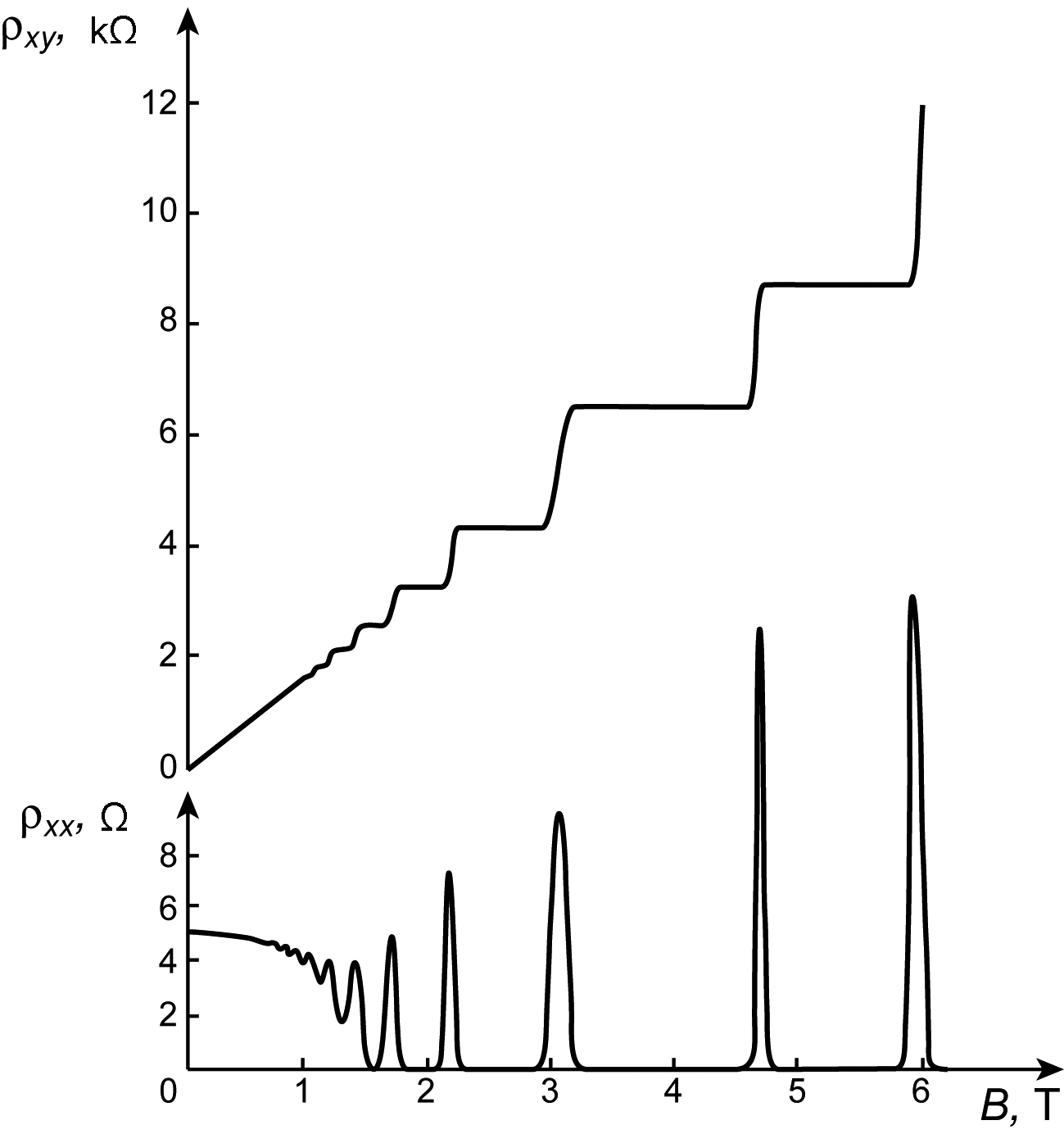
Kvantový Hallův jev

Kvantový Hallův jev je kvantově-mechanická verze Hallova jevu, který nastává v tenkých vrstvách polovodičů. Hallův odpor při tomto jevu nabývá pouze diskrétních, velmi přesně definovaných hodnot:
{\displaystyle R_{\mathrm {H} }={h \over ne^{2}}={R_{\mathrm {K} } \over n}},
kde {\displaystyle h} je Planckova konstanta, {\displaystyle e} je elementární náboj, {\displaystyle R_{\mathrm {K} }=h/e^{2}} je von Klitzingova konstanta a {\displaystyle n} je buď celé číslo nebo jednoduchý zlomek. Podle {\displaystyle n} odlišujeme celočíselný Hallův jev a zlomkový Hallův jev, jejichž podstata je mírně odlišná. Tenká vrstva v polovodiči představuje vodivý kanál, kterým se mohou volně pohybovat elektrony, ale jen ve dvou nezávislých směrech. Mají-li magnetické indukční čáry směr kolmý k rovině destičky, pak elektrony vlivem pole vykonávají Larmorovu rotaci, čili pohybují se po kružnicích o poloměru:
{\displaystyle r_{\mathrm {g} }={p \over eB}},
kde {\displaystyle p=mv} je hybnost elektronu, {\displaystyle e} je elementární náboj a {\displaystyle B} je magnetická indukce. V silných polích je tento poloměr velmi malý a pohyb elektronů je kvantovaný s energiemi:
{\displaystyle E_{n}=\hbar \omega _{\mathrm {c} }\left(n+1/2\right)},
kde {\displaystyle \hbar } je redukovaná Planckova konstanta, {\displaystyle \omega _{\mathrm {c} }} je cyklotronová úhlová frekvence a {\displaystyle n} je kvantové číslo. Tyto energetické hladiny jsou degenerované, neboli na jedné hladině je více elektronů. Stupeň degenerace je úměrný indukci {\displaystyle B}, takže v dostatečně silném magnetickém poli prakticky všechny vodivostní elektrony „sedí“ na několika málo hladinách. Elektrony se v tom případě chovají jako nestlačitelná kvantová kapalina a lze pozorovat kvantování elektrického odporu. Při zlomkovém kvantovém Hallově jevu hraje větší roli vzájemné působení elektronů elektrickou silou. Elektrony dohromady s kvanty magnetického indukčního toku vytvoří kvazičástice, které se chovají, jakoby měly zlomkový náboj (např. {\displaystyle e/3}). Kvazičástice rovněž vytvoří kvantovou kapalinu a způsobují zlomkové kvantování odporu.
K pozorování kvantového Hallova jevu jsou obvykle potřeba extrémně nízké teploty, blízké absolutní nule, a silná magnetická pole. V roce 2006 se podařilo v evropských i amerických laboratořích realizovat kvantový Hallův jev na grafenu i za pokojové teploty, ovšem tím silnější byla použitá pole (až 45 tesla).
Po redefinici SI je od roku 2019 hodnota von Klitzingovy konstanty pevně stanovená ({\displaystyle R_{\mathrm {K} }=25\,812{,}807\,45\ldots \,{\mathrm {\Omega } }}). Kvantový Hallův odpor je vždy roven této konstantě nebo jejím jednoduchým násobkům. Klaus von Klitzing objevil, že rovnost platí s obrovskou přesností. Za objev tohoto tzv. „přesného kvantování“ obdržel Nobelovu cenu za fyziku v roce 1985. Odpor realizovaný na principu kvantového Hallova jevu se používá jako standardní etalon při kalibraci elektronických součástek.
Z důvodu sjednocení těchto měření zavedl CIPM v roce 1990 konvenční hodnotu von Klitzingovy konstanty {\displaystyle R_{\mathrm {K} -90}=25\,812{,}807\,{\mathrm {\Omega } }}, ta však ztratila opodstatnění po změně definic kilogramu a ampéru (von Klitzingova konstanta má nyní přesnou hodnotu nezávislou na experimentálním určení) a byla v rámci redefinice základních jednotek SI s platností od května 2019 zrušena.

## Hallova sonda

Hallova sonda

Hallova sonda, Hallův článek, Hallův senzor nebo Hallův generátor je elektronická součástka, jejíž činnost je založena na technickém využití tzv. Hallova jevu.
Používá se pro měření magnetických polí nebo jiných veličin (např. velkých proudů) převedených na magnetické pole, nebo pro různé mechanické snímače polohy, otáček, zrychlení, bezkontaktní tlačítka apod., kde je na pohyblivé součásti umístěn permanentní magnet.

### Princip Hallova článku
Jedná se o součástku, která se používá pro měření magnetického pole. Je tvořen úzkou polovodivou destičkou, skrz niž prochází proud. Při vložení destičky (článku) do magnetického pole skrz ni prochází indukční tok a přeskupuje náboje v destičce na jednu stranu. Tak na Hallově článku vzniká napětí.
Hallovo napětí se dá vypočítat pomocí vzorce [Uh = k*I*B ], kde k je konstanta (zahrnuje typ materiál a tloušťku destičky), I je stejnosměrný proud a B je magnetická indukce způsobená magnetickým polem.

### Technické provedení
Nejčastěji je tvořena tenkou destičkou polovodiče (InSb, InAs s odporem 0,01 až 20 Ohmů a tloušťky cca 0,1 mm, jedná se o kompromis mezi maximem citlivosti a mechanické pevnosti) obdélníkového tvaru. Držák destičky nesmí být z feromagnetického materiálu. Destička je opatřena dvěma páry kontaktů: široký slouží pro přívod proudu, úzký k odebírání výstupního Hallova napětí. Nepůsobí-li magnetické pole, jsou proudové dráhy v destičce rozloženy rovnoměrně a Hallovo napětí je nulové. V magnetickém poli působí magnetická indukce na nosiče proudu silou kolmou k jejich pohybu a stlačuje proudové čáry k jedné straně destičky. V důsledku toho vzniká na tenkých kontaktech rozdíl potenciálů, zvaný Hallovo napětí. Čím je destička polovodiče tenčí, tím je Hallova sonda citlivější. Sondy se proto vyrábí ve formě tenkých polovodičových pásků nebo vrstvy polovodiče nanesených na podložce. Celý systém je chráněn pouzdrem. V něm může být integrován i zesilovač, případně schmittův klopný obvod pro spínací účely.

### Funkce měření stejnosměrného proudu Hallovým článkem
Vodičem V protéká stejnosměrný proud a kolem něj vzniká magnetické pole. Toto magnetické pole indukuje v jádře Fe magnetický tok, který zároveň prochází přes Hallovu sondu HS, která je vložena do vzduchové mezery v jádře. Jak přes destičku HS protéká magnetický tok, tak díky funkci Hallovy sondy vzniká Hallovo napětí Uh. Hallovo napětí je většinou velmi nízké, proto je velmi často zesíleno přes zesilovač A, na jehož výstupu lze změřit zesílené napětí Ua z napětí Uh.
Výsledné napětí Uh či Ua je přímo úměrné měřenému stejnosměrnému proudu.

### Vlastnosti
Pro Hallovu sondu je charakteristický lineární vzrůst velikosti Hallova napětí naprázdno při zvětšující se magnetické indukci při konstantní hodnotě procházejícího proudu I.
Jako nejdůležitější charakteristické hodnoty Hallové sondy výrobci udávají:
- Jmenovitý proud In - většinou řádově desítky až stovky miliampér
- Maximální proud Imax - výrobci volí tak, aby se jeho průchodem teplota zvýšila maximálně o 10° vzhledem k teplotní závislosti součástky
- Jmenovité Hallovo napětí naprázdno UHO - jedná se o napětí, naměřené při indukci B = 1T a jmenovitém proudu In. Velikost řádově desetiny voltů.
- Citlivost Hallovy sondy (tj. Hallovo napětí naprázdno při indukci B = 1T a proudu I = 1A) - může být řádově desetiny až stovky V/A.

## Užití Hallova jevu
Hallův jev se používá k měření magnetických polí, proudu (bez kontaktu) apod.
Kvantový Hallův jev a Josephsonův jev se využívají mimo jiné ve výkonových vahách pro extrémně přesná měření hmotnosti. Tento způsob vážení by se podle plánů BIPM mohl stát součástí nové definice kilogramu, základní jednotky hmotnosti v soustavě SI.
Hallova sonda se používá pro měření a automatickou regulaci magnetických polí, měření velkých stejnosměrných proudů (0,5 až 10 kA), ovládání synchronních elektromotorů, BLDC elektromotory (např. v počítačových ventilátorech), multiplikátor, měření součinu veličin, které je možné převést na součin BI (např. okamžitý výkon), bezkontaktní tlačítka, mechanické snímače (poloha, otáčky, zrychlení) apod.